# Glidden (Iowa)
Glidden – miasto w Stanach Zjednoczonych, w stanie Iowa, w hrabstwie Carroll. W 2000 roku liczyło 1253 mieszkańców.